# Чемпіонат Європи з футболу 2020 (кваліфікаційний раунд, плей-оф)
Плей-оф кваліфікаційного раунду Чемпіонат Європи з футболу 2020 визначить долю останніх чотирьох путівок до фінальної стадії Чемпіонат Європи з футболу 2020. На відміну від минулих років, учасники плей-оф будуть визначені не на основі результатів групового етапу кваліфікаційного раунду. Замість цього, 16 команд, що не пробились на турнір після групового етапу кваліфікаційного раунду, будуть обрані на основі їх виступу в Лізі націй УЄФА. 16 команд будуть поділені на чотири окремих шляхи, кожен з яких буде містити чотири команди. Кожен шлях складатиметься з одноматчевих півфіналів і одноматчевого фіналу. Переможці чотирьох шляхів плей-оф приєднаються до 20 команд, які вже пройшли кваліфікацію на Євро-2020. Матчі мали відбутися 26 та 31 березня 2020 року, однак через пандемію коронавірусної хвороби 2019 дати їх проведення були перенесені на 8 жовтня і 12 листопада 2020 року.

## Вибір команд
Процес вибору команд визначив 16 команд, що братимуть участь у плей-оф, відповідно до критеріїв вибору команд. Жирним виділено команди, що вийшли в плей-оф.
| М    | Команда       |
| ---- | ------------- |
| 1 GW | Португалія    |
| 2 GW | Нідерланди[H] |
| 3 GW | Англія[H]     |
| 4 GW | Швейцарія     |
| 5    | Бельгія       |
| 6    | Франція       |
| 7    | Іспанія[H]    |
| 8    | Італія[H]     |
| 9    | Хорватія      |
| 10   | Польща        |
| 11   | Німеччина[H]  |
| 12   | Ісландія      |

| М     | Команда              |
| ----- | -------------------- |
| 13 GW | Боснія і Герцеговина |
| 14 GW | Україна              |
| 15 GW | Данія[H]             |
| 16 GW | Швеція               |
| 17    | Росія[H]             |
| 18    | Австрія              |
| 19    | Уельс                |
| 20    | Чехія                |
| 21    | Словаччина           |
| 22    | Туреччина            |
| 23    | Ірландія[H]          |
| 24    | Північна Ірландія    |

| М     | Команда      |
| ----- | ------------ |
| 25 GW | Шотландія[H] |
| 26 GW | Норвегія     |
| 27 GW | Сербія       |
| 28 GW | Фінляндія    |
| 29    | Болгарія     |
| 30    | Ізраїль      |
| 31    | Угорщина[H]  |
| 32    | Румунія[H]   |
| 33    | Греція       |
| 34    | Албанія      |
| 35    | Чорногорія   |
| 36    | Кіпр         |
| 37    | Естонія      |
| 38    | Словенія     |
| 39    | Литва        |

| М     | Команда            |
| ----- | ------------------ |
| 40 GW | Грузія             |
| 41 GW | Північна Македонія |
| 42 GW | Косово             |
| 43 GW | Білорусь           |
| 44    | Люксембург         |
| 45    | Вірменія           |
| 46    | Азербайджан[H]     |
| 47    | Казахстан          |
| 48    | Молдова            |
| 49    | Гібралтар          |
| 50    | Фарерські острови  |
| 51    | Латвія             |
| 52    | Ліхтенштейн        |
| 53    | Андорра            |
| 54    | Мальта             |
| 55    | Сан-Марино         |

Ключ
1. GW Переможець групи Ліги націй
2. H Країна-господар Євро-2020
3. Команда вийшла до плей-оф
4. Команда кваліфікувалася напряму

## Жеребкування
Жеребкування кваліфікаційного плей-оф відбулося 22 листопада 2019, 12:00 CET, в штаб-квартирі УЄФА у Ньйоні, Швейцарія. Жеребкування відбулося відповідно до правил формування шляхів для того, щоб розподілити команди, які не виграли свою групу Ліги націй, по шляхах, в яких вони будуть брати участь. Чотири окремих жеребкування для визначення господарів фінальних матчів в кожному шляху плей-оф також були проведені серед переможців пар півфінальних матчів.
У зв'язку із специфікою жеребкування процедура може бути завершена тільки після завершення групового етапу відбору. В залежності від комбінацій команд, що вийшли в плей-оф, більше ніж одне жеребкування може знадобитися для завершення формування шляхів плей-оф. Наступні обмеження можуть бути застосовані:
- Команди-господарі: для того, щоб дати однакові шанси командам-господарям кваліфікуватися до фінального турніру, вони можуть бути розподілені в різні шляхи.
- Можливе жеребкування: жеребкування може знадобитися в залежності від певних комбінацій команд, які вийшли до плей-оф.

Випадки політичних причин також були визначені УЄФА для запобігання матчів між деякими парами команд. Однак, жодна з цих пар не була сформована в плей-оф.
Наступні 4 команди Ліги С, що не виграли свою групу, будуть брати участь в жеребкуванні, яке визначить одну команду, що вирушить в Шлях С, та три команди, що вирушать в Шлях А:
1. Болгарія
2. Ізраїль
3. Угорщина[H]
4. Румунія[H]

| Р | Команда     |
| - | ----------- |
| 1 | Ісландія    |
| 2 | Болгарія    |
| 3 | Угорщина[H] |
| 4 | Румунія[H]  |

| Р | Команда              |
| - | -------------------- |
| 1 | Боснія і Герцеговина |
| 2 | Словаччина           |
| 3 | Ірландія[H]          |
| 4 | Північна Ірландія    |

| Р | Команда      |
| - | ------------ |
| 1 | Шотландія[H] |
| 2 | Норвегія     |
| 3 | Сербія       |
| 4 | Ізраїль      |

| Р | Команда            |
| - | ------------------ |
| 1 | Грузія             |
| 2 | Північна Македонія |
| 3 | Косово             |
| 4 | Білорусь           |

Ключ
1. H Країна-господар Євро-2020

## Календар
Півфінали мали відбудутися 26 березня, а фінали - 31 березня 2020 року. Через пандемію коронавірусної хвороби 2019 дати їх проведення були перенесені відповідно на 8 жовтня і 12 листопада 2020 року.
Зазначено час в CET/CEST, як вказано в УЄФА (якщо місцевий час є відмінним, то він вказаний в круглих дужках).

## Шлях A
Переможець шляху A потрапить до групи F фінального турніру. Якби Румунія перемогла у фіналі шляху A, то вона б потрапила до Групи C.

### Сітка
|  | Півфінали                 | Півфінали |                              |   | Фінал | Фінал |
|  |                           |           |                              |   |       |       |
|  | 8 жовтня 2020 – Софія     |           |                              |   |       |       |
|  |                           |           |                              |   |       |       |
|  | Болгарія                  | 1         |                              |   |       |       |
|  | Болгарія                  | 1         | 12 листопада 2020 – Будапешт |   |       |       |
|  | Угорщина                  | 3         |                              |   |       |       |
|  | Угорщина                  | 3         | Угорщина                     | 2 |       |       |
|  | 8 жовтня 2020 – Рейк'явік |           | Угорщина                     | 2 |       |       |
|  |                           | Ісландія  | 1                            |   |       |       |
|  | Ісландія                  | Ісландія  | 1                            | 2 |       |       |
|  | Ісландія                  |           |                              | 2 |       |       |
|  | Румунія                   | 1         |                              |   |       |       |
|  | Румунія                   | 1         |                              |   |       |       |

### Результати
| Команда 1 | Рахунок | Команда 2 |
| --------- | ------- | --------- |
| Півфінали |         |           |
| Ісландія  | 2:1     | Румунія   |
| Болгарія  | 1:3     | Угорщина  |
| Фінал     |         |           |
| Угорщина  | 2:1     | Ісландія  |

## Шлях B
Переможець шляху B потрапить до групи E фінального турніру.

### Сітка
|  | Півфінали                  | Півфінали       |                             |       | Фінал | Фінал |
|  |                            |                 |                             |       |       |       |
|  | 8 жовтня 2020 – Сараєво    |                 |                             |       |       |       |
|  |                            |                 |                             |       |       |       |
|  | Боснія і Герцеговина       | 1 (3)           |                             |       |       |       |
|  | Боснія і Герцеговина       | 1 (3)           | 12 листопада 2020 – Белфаст |       |       |       |
|  | Північна Ірландія (пен. )  | 1 (4)           |                             |       |       |       |
|  | Північна Ірландія (пен. )  | 1 (4)           | Північна Ірландія           | 1     |       |       |
|  | 8 жовтня 2020 – Братислава |                 | Північна Ірландія           | 1     |       |       |
|  |                            | Словаччина (дч) | 2                           |       |       |       |
|  | Словаччина (пен. )         | Словаччина (дч) | 2                           | 0 (4) |       |       |
|  | Словаччина (пен. )         |                 |                             | 0 (4) |       |       |
|  | Ірландія                   | 0 (2)           |                             |       |       |       |
|  | Ірландія                   | 0 (2)           |                             |       |       |       |

### Результати
| Команда 1            | Рахунок        | Команда 2         |
| -------------------- | -------------- | ----------------- |
| Півфінали            |                |                   |
| Боснія і Герцеговина | 1:1 (пен. 3:4) | Північна Ірландія |
| Словаччина           | 0:0 (пен. 4:2) | Ірландія          |
| Фінал                |                |                   |
| Північна Ірландія    | 1:2 (дч)       | Словаччина        |

## Шлях C
Переможець шляху C потрапить до групи D фінального турніру.

### Сітка
|  | Півфінали              | Півфінали         |                             |       | Фінал | Фінал |
|  |                        |                   |                             |       |       |       |
|  | 8 жовтня 2020 – Осло   |                   |                             |       |       |       |
|  |                        |                   |                             |       |       |       |
|  | Норвегія               | 1                 |                             |       |       |       |
|  | Норвегія               | 1                 | 12 листопада 2020 – Белград |       |       |       |
|  | Сербія (дч)            | 2                 |                             |       |       |       |
|  | Сербія (дч)            | 2                 | Сербія                      | 1 (4) |       |       |
|  | 8 жовтня 2020 – Глазго |                   | Сербія                      | 1 (4) |       |       |
|  |                        | Шотландія (пен. ) | 1 (5)                       |       |       |       |
|  | Шотландія (пен. )      | Шотландія (пен. ) | 1 (5)                       | 0 (5) |       |       |
|  | Шотландія (пен. )      |                   |                             | 0 (5) |       |       |
|  | Ізраїль                | 0 (3)             |                             |       |       |       |
|  | Ізраїль                | 0 (3)             |                             |       |       |       |

### Результати
| Команда 1 | Рахунок        | Команда 2 |
| --------- | -------------- | --------- |
| Півфінали |                |           |
| Шотландія | 0:0 (пен. 5:3) | Ізраїль   |
| Норвегія  | 1:2 (дч)       | Сербія    |
| Фінал     |                |           |
| Сербія    | 1:1 (пен. 4:5) | Шотландія |

## Шлях D
Переможець шляху D потрапить до групи C фінального турніру.

### Сітка
|  | Півфінали               | Півфінали          |                             |   | Фінал | Фінал |
|  |                         |                    |                             |   |       |       |
|  | 8 жовтня 2020 – Тбілісі |                    |                             |   |       |       |
|  |                         |                    |                             |   |       |       |
|  | Грузія                  | 1                  |                             |   |       |       |
|  | Грузія                  | 1                  | 12 листопада 2020 – Тбілісі |   |       |       |
|  | Білорусь                | 0                  |                             |   |       |       |
|  | Білорусь                | 0                  | Грузія                      | 0 |       |       |
|  | 8 жовтня 2020 – Скоп'є  |                    | Грузія                      | 0 |       |       |
|  |                         | Північна Македонія | 1                           |   |       |       |
|  | Північна Македонія      | Північна Македонія | 1                           | 2 |       |       |
|  | Північна Македонія      |                    |                             | 2 |       |       |
|  | Косово                  | 1                  |                             |   |       |       |
|  | Косово                  | 1                  |                             |   |       |       |

### Результати
| Команда 1          | Рахунок | Команда 2          |
| ------------------ | ------- | ------------------ |
| Півфінали          |         |                    |
| Грузія             | 1:0     | Білорусь           |
| Північна Македонія | 2:1     | Косово             |
| Фінал              |         |                    |
| Грузія             | 0:1     | Північна Македонія |